# Rade Vrčakovski
Rade Vrčakovski, makedonsky Раде Врчаковски [ˈraːdɛ vr̩ˈt͡ʃakɔfski] (* 17. listopadu 1980 Strumica, SR Makedonie, Socialistická federativní republika Jugoslávie, dnes Severní Makedonie), lépe známý pod svým uměleckým jménem Vrčak, makedonsky Врчак, je severomakedonský popový, rapový a hip hopový zpěvák, skladatel a lékař.
Reprezentoval Severní Makedonii na Eurovision Song Contest 2008 s anglickou verzí písně "Vo Ime Na Ljubovta" spolu s Tamarou Todevskou a Adrianem.

## Kariéra
Na mezinárodní půdě je známý jako autor textu písně "Ninanajna", se kterou Elena Risteska v roce 2006 reprezentovala Severní Makedonii na Eurovision Song Contest. Vrčak je studentem medicíny na Univerzitě Cyrila a Metoděje ve Skopje, ale zvolil si hudební kariéru, čímž následoval kroky svého otce. Vrčakovo album Vo Tvoeto Srce bylo vydáno v roce 2006 a v Severní Makedonii mělo obrovský úspěch, a proto se stalo jedním z nejprodávaných alb v zemi. Singly z tohoto alba byli velmi hrané v makedonských televizních a rozhlasových stanicích. Album mu dalo úspěšný hudební come-back, čímž se stal jedním z nejpopulárnějších umělců v Severní Makedonii.
Debutové album neslo název Kako Da Pobegnam Od Sé a vydal jej v roce 1999. V roce 2001 vystoupil na soutěži Makfest, kde se objevil s Andrijanou Janevskou a obsadil 3. místo v soutěži. V roce 2004 vystoupil opět na soutěži Makfest, ale tentokrát v duetu s Robertem Bilbilovem, které ho dostalo opět na třetí místo. V roce 2006 si v duetu s Tamarou Todevskou vysloužil první místo v soutěži. Poté Vrčak spolu s Tamarou Todevskou a Adrianem, reprezentoval Makedonii na Eurovision Song Contest 2008, poté, co vyhrál makedonskou kvalifikaci s písní "Vo Ime Na Ljubovta".

## Alba
- 1999: Kako Da Pobegnam Od Sè
- 2006: Vo Tvoeto Srce
- 2009: Sedmo nebo[2]

| Severní Makedonie na Eurovision Song Contest | Severní Makedonie na Eurovision Song Contest   | Severní Makedonie na Eurovision Song Contest |
| -------------------------------------------- | ---------------------------------------------- | -------------------------------------------- |
| Předchůdce: Karolina Gočeva "Mojot svet"     | 2008 Tamara Todevska, Adrian & Rade Vrčakovski | Nástupce: Next Time "Nešto što kje ostane"   |